# Museo Franz Mayer
El Museo Franz Mayer, localizado en la Ciudad de México, es uno de los museos más importantes de México. Se inauguró en 1986 con la colección privada del empresario Franz Mayer Traumann (1882-1975), de origen alemán. Alberga una de las principales colecciones de artes decorativas de México y presenta exposiciones temporales de diseño y fotografía.
La colección comprende piezas de distinta procedencia, materiales y estilos desde el siglo XVI al siglo XIX, principalmente de México, Europa y Oriente. Los géneros que componen la colección son: cerámica, mobiliario,  esculturas, pinturas y grabados y platería. 
El edificio que actualmente ocupa el museo, es un lugar lleno de historia. Durante cuatro siglos funcionó como hospital, destacando como el primer hospital de América de la Orden de San Juan de Dios. 
El claustro, que por su belleza es uno de los espacios más atractivos del museo, fue declarado como zona de paz por el XIV Dalái lama en el 2014. 
En el claustro alto se encuentra la Biblioteca abierta al público y en donde además se muestran exposiciones del acervo bibliográfico. Resguarda más de 14.000 volúmenes, entre los que destacan libros antiguos y raros, documentos históricos y 800 ediciones de El ingenioso hidalgo don Quijote de La Mancha. 
El museo ofrece exposiciones temporales, visitas guiadas, cursos, conferencias, conciertos, talleres infantiles, así como actividades especiales para sus afiliados.

## Edificio
La historia del edificio se remonta al virreinato. El primer uso del inmueble fue ser La Casa del Peso de la Harina, hasta 1582 que fue cedido a Pedro López, primer doctor en medicina graduado en la Real y Pontificia Universidad de México, quien lo convirtió en Hospital de los Desamparados.
A principios del siglo XVII, el hospital quedó a cargo de la Orden Hospitalaria de San Juan de Dios. Dicha orden hizo del inmueble la sede del noviciado, espacios para la preparación en el cuidado de enfermos y fundación de nuevos hospitales.
En 1820, el hospital pasó a estar a cargo del Ayuntamiento de la ciudad, con la supresión en México de las órdenes hospitalarias. Posteriormente, las hermanas de la caridad se hicieron cargo de él.
En la segunda mitad del siglo XIX, el Emperador Maximiliano de Habsburgo lo destinó a la atención médica de prostitutas. Después, en el siglo XX, se transformó en el Hospital de la Mujer.
En 1931 el inmueble fue declarado monumento histórico y fue salvado del derrumbe gracias a un programa de restauración del Centro Histórico en 1981. El Fideicomiso Cultural Franz Mayer, tras un año de arduo trabajo, dejó en su máximo esplendor este emblemático edificio para albergar al museo y sus colecciones.

## Colecciones

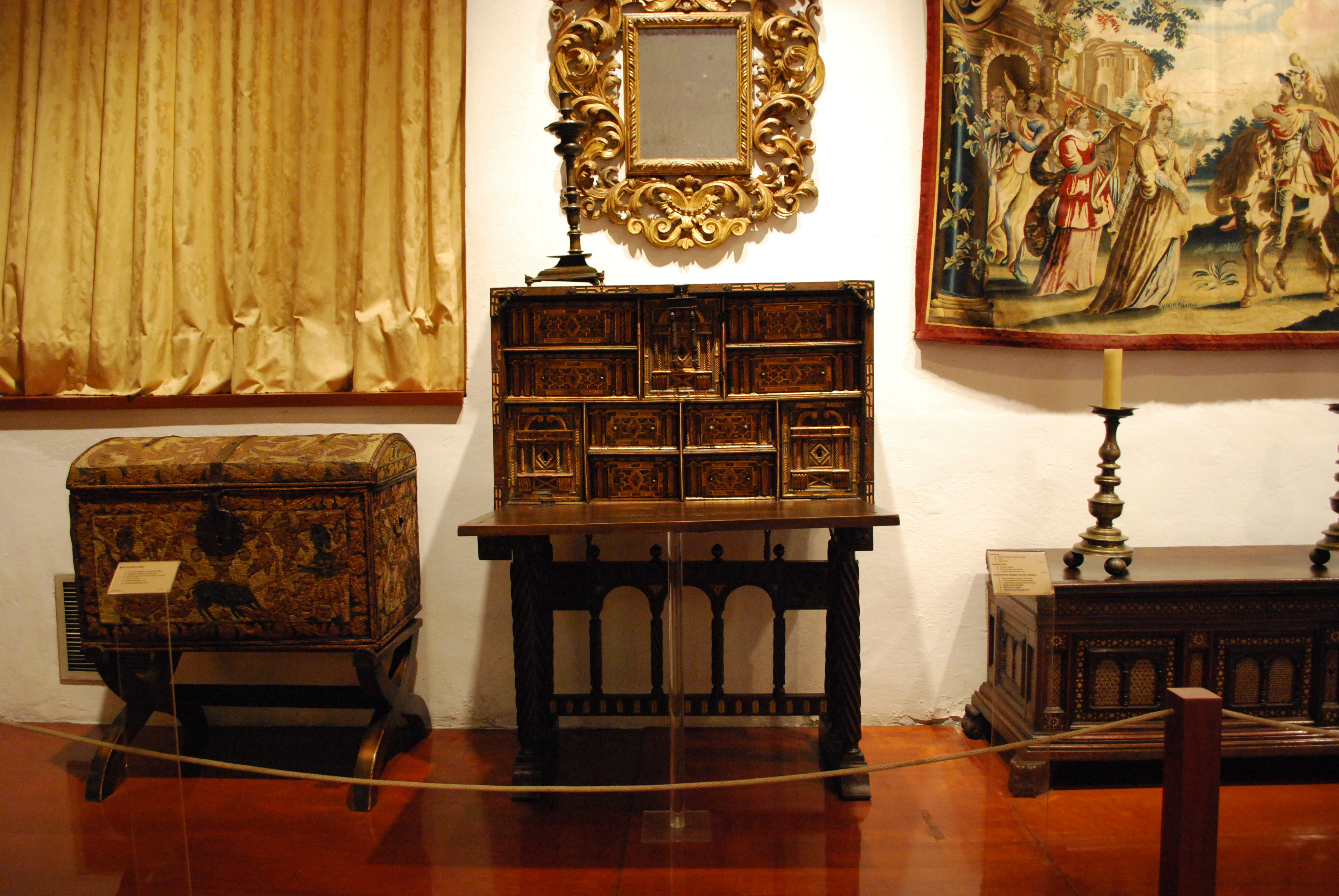
Exposición en el museo Franz Mayer de la Ciudad de México. En el centro hay un escritorio español del de parquet e incrustaciones.

La colección permanente del museo Franz Mayer está compuesta por objetos que abarcan seis siglos de creación e innovación en los ámbitos del arte y el diseño. A través de estas piezas es posible ver cómo con el paso del tiempo las sociedades han buscado embellecer  los objetos de uso cotidiano.
De esta manera, las artes decorativas que integran la colección nos hablan de los gustos de otras épocas, de las modas, de los cambios en la ornamentación, de los procesos de manufactura y de los artesanos que intervinieron en su fabricación.

### Cerámica
Esta colección, una de las más importantes en México, está compuesta principalmente por objetos de cerámica esmaltada, conocida como talavera poblana. También incluye un grupo significativo de piezas de porcelana china.

### Orfebrería (plata y oro)
Conformada en su mayoría por piezas litúrgicas (cálices, lámparas votivas, candeleros, custodias, cruces procesionales, entre otros) y también por una importante cantidad de platería civil. Esta colección nos permite entender los procesos de manufactura y los usos y motivos ornamentales del trabajo de orfebrería. Las piezas en su mayoría pertenecen a Nueva España, sin embargo, también existen ejemplares de Alemania y Guatemala, entre otros lugares.

### Mobiliario
El museo Franz Mayer se caracteriza por su rica colección de mobiliario, en la que se pueden encontrar mesas, sillas, escritorios, papeleras, cofres, baúles, arcones, etcétera. La mayor parte de las piezas son novohispanas, otras son de origen alemán, holandés, español, francés, chino, filipino e indoportugués, lo que permite analizar la complejidad de los intercambios comerciales que se dieron entre los siglos XVI y XIX en la Nueva España, así como el cambio en las modas y gustos de los ajuares domésticos. Una de sus piezas excepcionales es el Biombo de la Conquista de México.

### Escultura
El acervo escultórico contiene una amplia variedad de esculturas devocionales, principalmente de origen novohispano y europeo. Asimismo, es posible apreciar piezas hechas en marfil, alabastro, piedra y madera, de este último material sobresale la colección de estofados.

### Pintura
La colección cuenta con obras de autores europeos y mexicanos, cuya producción abarca del siglo XV al XX. Entre quienes produjeron su obra en México destacan Juan Correa, Miguel Cabrera, Pelegrín Clavé, José María Velasco, entre otros. También cuenta con un número significativo de pinturas del Norte de Europa, lo cual respondía al gusto de Franz Mayer por pinturas que lo remitieran a sus orígenes.

### Grabados
El museo custodia más de 700 estampas en diferentes técnicas de grabado, entre ellas ejemplos de Albrecht Dürer (Alberto Durero), Cranach, Lucas van Leyden, Carracci, Rembrandt, Cornelis Dusart, Jacques Callot y Francisco de Goya. Debido a la delicadeza de sus materiales, se mantienen almacenados habitualmente y solo se exhiben en exposiciones temporales. Así, en febrero de 2020 el museo presentó una selección de 97 grabados .

### Textiles
Su colección de textiles es variada: resguarda de uso litúrgico como capas pluviales y casullas ricamente bordas y sobresalen los tapices que conformaron objetos de suntuosidad durante la época novohispana. De uso civil destacan los rebozos bordados y de seda, sarapes, así como mantones de manila. Además, la colección cuenta con una serie de dechados, trabajos de chaquira, entre otros. Esta colección se complementa con las piezas de la Colección Ruth D. Lechuga y Marguerite Rostan, en resguardo en el museo.

### Biblioteca Rogelio Casas Alatriste
La biblioteca del Museo Franz Mayer resguarda una colección de más de 14 mil libros que fueron adquiridos por Franz Mayer a lo largo de su vida. La colección de libros del museo comprende obras de los siglos XV al XX y se caracterizan por ser ediciones y encuadernaciones antiguas, raras, históricas y únicas en su género. Además, el resto de los ejemplares se conforman de publicaciones más recientes relacionadas al diseño y a temáticas de la colección del museo, siendo un acervo invaluable para investigadores e interesados. 
Entre los ejemplares a destacar están 3 incunables (creados antes de la aparición de la imprenta), 8 libros de coro, 38 Ejecutorias de hidalguía, 420 libros conventuales con marcas de fuego, varios misales y libros con encuadernaciones artísticas y una colección de más de 1,000 ejemplares de El ingenioso hidalgo don Quijote de La Mancha de Miguel de Cervantes, en 18 idiomas, editados desde 1605 hasta 1993.

### Otras colecciones
Dentro del acervo también se destacan otras colecciones. El arte popular tiene aquí su espacio con casi 13 mil objetos de la colección de la doctora Ruth D. Lechuga.
El ámbito internacional se hace presente a través de las colecciones de creadores como Wolfgang Paalen, artista austriaco de vanguardia, inventor de la técnica plástica fumage. El museo Franz Mayer recibió en donación su acervo personal y varias de sus pinturas, dibujos, bocetos y objetos surrealistas en 2005.
En 2012, el museo recibió en comodato, a través de la familia Ulrich, un total de 1,583 obras elaboradas por el diseñador y platero neoyorkino William Spratling. Entre las obras de esta colección, encontramos piezas de joyería, esculturas, y distintos objetos decorativos y utilitarios elaborados en plata, que principalmente están inspiradas en el arte prehispánico, por lo que muchas de sus piezas combinan la plata con piedras y materiales como la malaquita, obsidiana, jade y carey.
La valoración, rescate y difusión de la indumentaria mexicana se pueden apreciar en la colección Marguerite Rostan, quien después de estudiar alta costura en Francia se dio a la tarea de diseñar y salvaguardar textiles y trajes tradicionales mexicanos. En 2007, el Franz Mayer recibió 60 piezas textiles y 39 trajes de hombre y mujer los cuales representan 14 etnias.

## Franz Mayer
Nacido en Mannheim, Alemania, Franz Mayer llegó a México en 1905 y en 1933 se naturalizó mexicano. Su habilidad de financiero le permitió contar con importantes recursos que posibilitaron la creación de una colección de más de 9 000 objetos. 
La vocación coleccionista y mentalidad filantrópica de Franz Mayer hizo posible la creación de este museo. Sus inquietudes no sólo se limitaron al coleccionismo, sino también se dedicó a la fotografía,  así como al cultivo de orquídeas y claveles.
El deseo de heredar su colección al pueblo de México para su disfrute y estudio le motivó a crear un fideicomiso en el Banco de México para que, a su muerte, se hiciera cargo de la creación del museo que hoy en día lleva su nombre.